# Оренбург
Оренбу́рг (рос. Оренбург; каз. Орынбор, Orynbor; тат. Ырынбур, Irınbur; башк. Ырымбур, Irımbur) — місто обласного підпорядкування, адміністративний центр Оренбурзької області, Росія, за 1468 км від Москви. У минулому — столиця Киргизької (Казахської) АРСР. Корінне населення — кочові тюркські народи, насамперед казахи. Наразі більшість населення становлять росіяни, нащадки російських переселенців.
Станом на 1 січня 2024 року населення міста становить 536 862 осіб.

## Географія та клімат
Місто розташоване на річці Урал, неподалік від місця злиття її з річкою Сакмара.
Середні температури липня +22 °C, січня −13 °C, річна +5 °C. При цьому максимальна температура становить +43 °C, мінімальна −43 °C. Опадів випадає 370—375 мм за рік, максимум припадає на червень, а мінімум — на лютий. Середньорічна швидкість вітру становить 4-5 м/с. Середня вологість повітря становить 68 %.

## Населення
Населення Оренбурга особливо стрімко зростало у XX столітті. Динаміку його змінюваності у цьому столітті демонструє нижче наведена Таблиця:
| 1926    | 1939    | 1959    | 1974    | 2005    | 2007    | 2008    | 2009    | 2010    |
| ------- | ------- | ------- | ------- | ------- | ------- | ------- | ------- | ------- |
| 123 000 | 172 000 | 267 000 | 400 000 | 538 600 | 546 000 | 526 430 | 524 000 | 525 600 |

Оренбург, як і область є місцем проживання багатьох народів. Поряд із росіянами в регіоні проживають значні громади казахів, башкир, татар, українців.
В Оренбурзькій області проживає 125 000 казахів, з них в Оренбурзі — 42 000 осіб; по області проживає 52 685 башкир, з них у обласному центрі 6 211 осіб.

## Історія
Перша фортеця була закладена на землях казахського Середнього Жуза (Середньої Орди) ще 31 серпня 1735 року на місці сучасного міста Орська, звідки й пішла назва (дослівно «місто на річці Ор»). «Ор» по-казахськи означає «Висота». Місце для будівництва фортеці було обрано в ході експедиції І. К. Киріллова. Після його смерті експедицією керував В. M. Татищев. Йому здалось, щось місце було обрано невдало. 1739 року почалась підготовка до будівництва міста нижче по річці Яїк й 6 серпня воно було закладене. Однак будівництво не почалось. Новим начальником експедиції був призначений І. І. Неплюєв, який влітку 1742 року обрав нове місце, де зараз розташоване місто. Оренбург зводився як опорний пункт ліній укріплень по річках Яїк, Самара та Сакмара, одночасно мав бути й центром сільськогосподарського району.

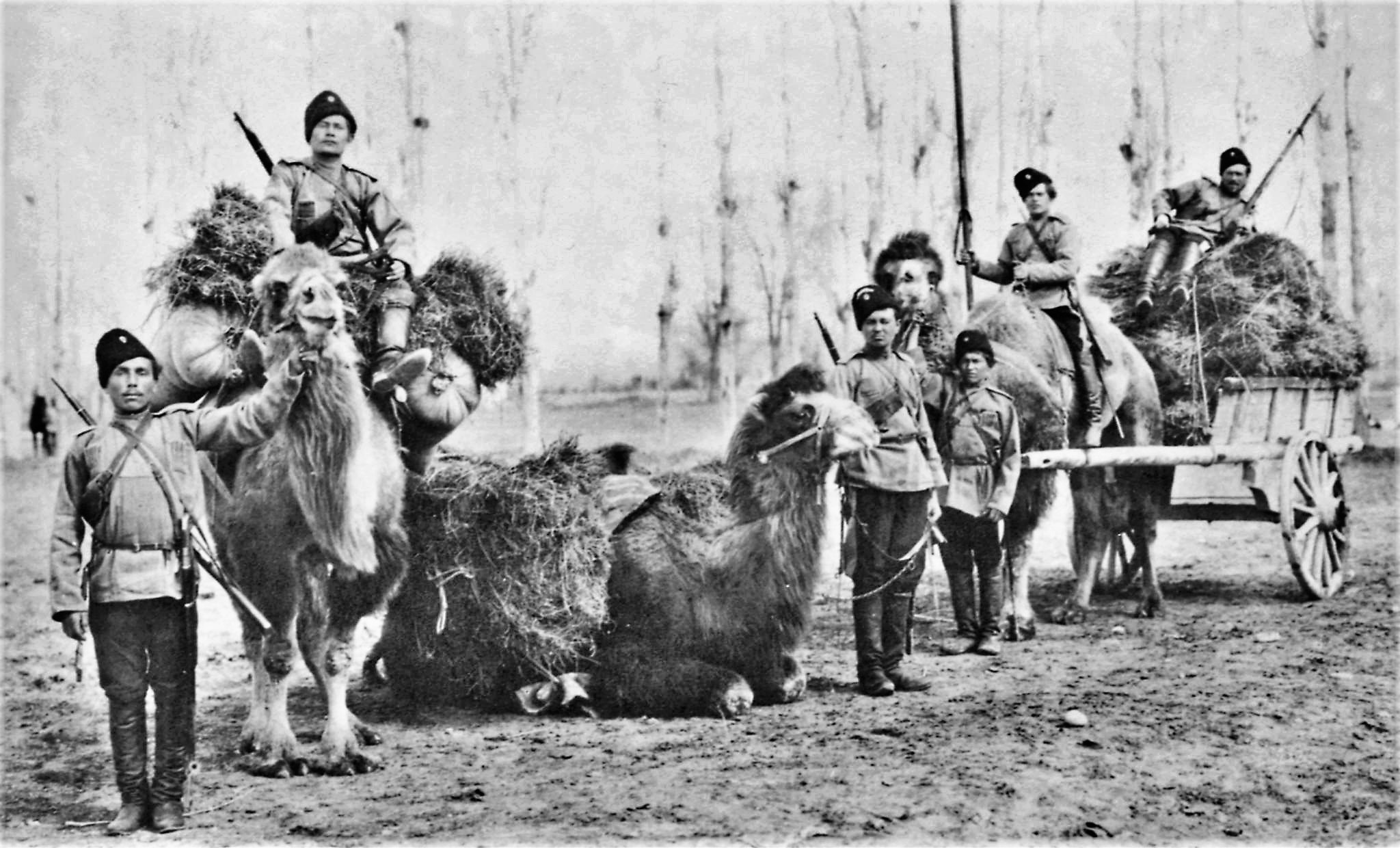
Оренбурзькі козаки з верблюдами,
2-а пол. XIX ст.

З початком організації Оренбурзьких укріплених ліній для їх оборони та заселення території, у тому числі новозаснованого Оренбурга сюди були переселені уфімські, ісетські, самарські і інші козаки, відтак уже 1748 року створений Оренбурзький нерегулярний корпус, а в 1755 році в Оренбурзі утворений Оренбурзький козацький корпус (або військо). Оренбурзькі козаки, які відіграли ключову роль у колонізації краю, у 1920 році були ліквідовані як клас, наприкінці XX століття відбулося проголошення відродження оренбурзького козацтва.
В 1744 році Оренбург став центром Оренбурзької губернії. З 5 жовтня 1773 року по 23 березня 1774 року був оточений армією О.Пугачова. Після перемоги над повстанням, річку Яїк було перейменовано на Урал. В 1848—1850 роках тут відбував заслання Тарас Шевченко. В 1850-81 роках місто — центр генерал-губернаторства. До 1868 року тут знаходились відомства, які керували справами казахів Молодшого жуза. З 1868 року місто було місцем перебування губернатора Тургайської області.
Після будівництва залізниці з Самари в 1877 року місто почало жваво розвиватись. З 1880 року почався вивіз м'яса, олії, сала, шкіри та вовни до Москви. Оренбург стає великим торговим центром тваринництва, сировина якого поступала з казахських степів. В 1905 року було закінчене будівництво залізниці до Ташкента, яка відкрила шлях до Середньої Азії. Місто стало великим транспортним вузлом.
Влітку 1917 року в місті проходив І Всекиргизький з'їзд, на якому була створена казахська політична партія «Алаш», обговорювалась можливість автономії киргизьких земель. Паралельно проходили і І та II Всебашкирський з'їзд, де обговорювалось створення демократичної республіки у складі федеративної Росії. В грудні того ж року в Оренбурзі пройшли II Всекиргизький з'їзд, на якому була проголошена Киргизька (Казахська) автономія у складі Росії, та III Всебашкирський з'їзд, на якому проголошена автономія Башкортостану.
31 січня 1918 року червоноармійські частини Блюхера вибивають з міста козацькі формування Дутова, який втікає до тургайських степів. Влітку козаки, за підтримки білочехів, повертаються й відбивають собі місто. Частини Дутова в листопаді 1918 року увійшли у склад Сибірської армії Колчака. У вересні 1919 року армія Дутова була розбита силами Червоної армії. Отаман втікає в киргизькі степи до Анненкова, потім разом з ним навесні 1920 року — до Китаю. За підтримку білогвардійців Радянська влада розформувала Киргизьку автономію. Але 26 серпня 1920 року було прийнято рішення про створення Киргизької АРСР зі столицею в Оренбурзі. Перший з'їзд Рад Казахстану пройшов у місті в жовтні 1920 року.
Столицею Казахстану місто перебувало не довго — 1925 року столиця була перенесена до міста Перовськ (Ак-Мечеть), яке пізніше було перейменовано в Кзил-Орда, а Оренбурзька губернія разом з Оренбургом була включена до складу РРФСР. У грудні 1934 року Оренбург став центром Оренбурзької області. В 1938–1954 роках місто носило назву відомого радянського льотчика Чкалова, який тут вчився, — Чкалов.
У 1940-х роках до міста з Чернігівського краєзнавчого музею (до цього перебував на дзвіниці церкви у Батурині) перевезли дзвін з прижиттєвим зображенням гетьмана Івана Мазепи.

## Адміністративний устрій
Оренбург розділений на 2 адміністративні округи:Північний та Південний.
Північний округ включає Промисловий і Дзержинський райони, а Південний округ — Ленінський і Центральний.
До складу Північного округу також входять 4 сільські населені пункти — селища Каргала і Самородово, села Краснохолм і Пруди.

## Промисловість
У промисловості Оренбурга чільне місце належить газодобувній та газопереробної галузям, машинобудуванню та металообробці. Розвинені також підприємства хімічної галузі, харчової та легкої промисловості:
- Оренбурзький газопереробний завод;
- Оренбурзький гелієвий завод[7];
- Оренбурзький локомотиворемонтний завод;
- Завод полімерних труб низького тиску;
- Завод сухих будівельних сумішей;
- ВАТ «ПО „Стріла“»;
- Фабрика ВАТ «Ореншаль» — виробник оренбурзьких пухових хусток та інших виробів;
- ВАТ «Оренбургенерго»;
- ВАТ «Інвертор»;
- ВАТ «Гідропрес»;
- Південно-Уральська промислова компанія;
- Федеральна Мережева Компанія Єдиної Енергетичної Системи, ВАТ «ФСК ЕЭС»;
- ВАТ «Нафтомаслозавод»;
- ТОВ «Оренбург Водоканал».

## Транспорт

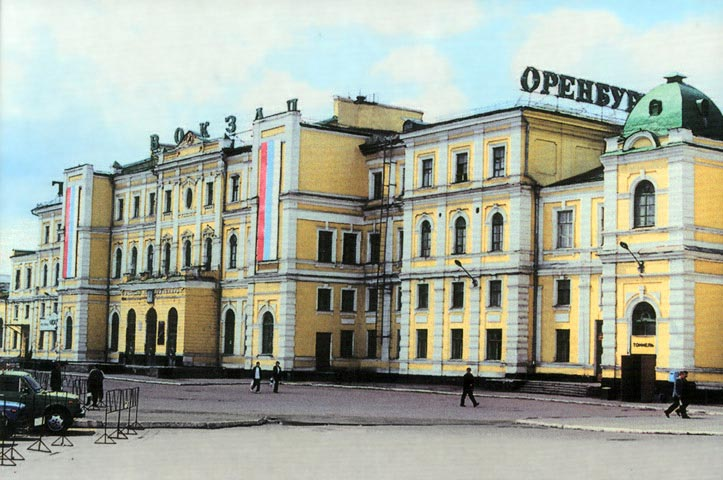
Оренбурзький залізничний вокзал

Оренбург — великий залізничний вузол, де перетинаються лінії, що йдуть на Самару, Орськ, Уральськ, Актюбінськ. Залізничні станції, що входять в Оренбурзький вузол, входять до складу Південно-Уральської залізниці.
Промисловість регіону отримала великий поштовх після прокладення Самаро-Златоустовської залізниці (1876) та залізниці Оренбург — Ташкент (1905).
У січні 2007 року після тривалої реконструкції відкрилося оновлене приміщення залізничного вокзалу площею 4 100 м². Вартість реконструкції склала 350 млн руб.
В Оренбурзі є два аеродроми: військовий аеродром «Оренбург-Південний» і цивільний аеропорт «Центральний». Тут базується авіакомпанія «Оренбурзькі авіалінії».
Міський громадський транспорт Оренбурга представлений автобусами і тролейбусами — зокрема, у місті діє 24 автобусних і 6 тролейбусних маршрутів.
Тролейбусна мережа Оренбурга перебуває у кризовій ситуації.
Протяжність автобусних маршрутів Оренбурга — 380 км. У місті розвинена система маршрутних таксі. Налічується близько 70 комерційних маршрутів. Від квітня до жовтня щороку діють близько 40 муніципальних дачних маршрутів. Є канатна дорога через річку Урал.

## Освіта
В Оренбурзі діють незалежні державні виші всеросійського масштабу і філії більших вишів:

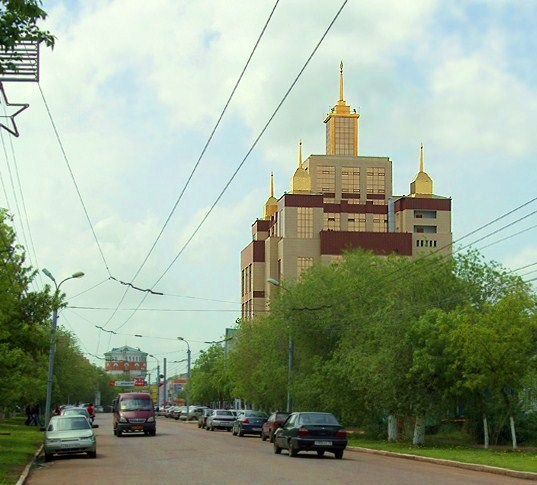
Оренбурзький держуніверситет

- Оренбурзький державний університет;
- Оренбурзький державний інститут мистецтв ім. Л. і М. Ростроповичів;
- Оренбурзький державний аграрний університет;
- Оренбурзький державний педагогічний університет;
- Оренбурзька державна медична академія;
- Оренбурзький державний інститут менеджменту;
- Оренбурзька Духовна Семінарія;
- Оренбурзький інститут Московської державної юридичної академії;
- Оренбурзька філія Російського державного торгово-економічного університету;
- Філія Російського державного університету нафти і газу ім. І. М. Губкіна в м. Оренбурзі;
- Філія Російського державного професійно-педагогічного університету в м. Оренбурзі (Оренбурзький державний професійно-педагогічний коледж);
- Філія Світового технологічного університету в м. Оренбурзі;
- Регіональний фінансово-економічний інститут;
- Оренбурзька філія Академії праці і соціальних відносин;
- Оренбурзька філія Російського Державного Торгово-економічного університету;
- Філія Московського інституту підприємництва і права у м. Оренбурзі;
- Філія Уральської академії державної служби в м. Оренбурзі.

## ЗМІ
В Оренбурзі активно розвиваються як друковані, так і електронні ЗМІ.
Оренбурзькі друковані періодичні видання: газети «ЯИКЪ», «Оренбургская неделя», «Южный Урал», «Вечерний Оренбург», «Оренбуржье», «Оренбургская сударыня», «Оренбургское время» та інші, часописи «Планета 56», «R'n'B», «Пугачев», «Город женщин» тощо.
У Оренбурзі є загальнодоступними всеросійські телевізійні канали: «Первый канал», «Россия», «НТВ», «ТНТ», «СТС», «Рен Тв», «ТВ Центр», «Пятый канал», «Звезда», «Домашний», «Вести», «Спорт», «Культура», «7 ТВ», «Муз-ТВ». Також розвивається місцеве телебачення: ГТРК «Оренбург», телеканал «Регион», телеканал «Планета», «Орен-ТВ».
Оренбурзькі радіостанції: «Радио 7», «Эхо Москвы», «Ретро FM», «Авторадио», «Хит-ФМ», «Европа плюс Урал», «DFM 104.3», «Дорожное радио», «Шансон», «Звезда», «Русское радио», Юмор ФМ (УКВ), Оренбурзьке Регіональне Єдине Незалежне Радіо з Оренбурга на всю Росію «ОренРадио», «Радио России» (УКВ), « Радио „Маяк“» (середні хвилі).

## Культура
Оренбург — значний культурний осередок Зауралля і Росії в цілому: тут працюють численні театри, філармонія, музеї, кінотеатри, бібліотеки, інші культурні заклади, у тому числі національні.

### Театр, музика і кіно
Оренбурзькі театри:

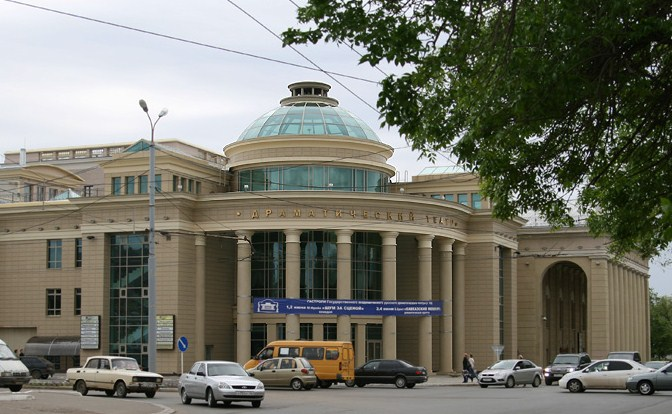
Обласний драмтеатр ім. М. Горького

- Оренбурзький обласний драматичний театр імені М. Горького — вперше виставу в міському театрі Оренбурга поставили в 1869 році, до цього в місті виступали лише заїжджі трупи. На сцені театру виступали в різні роки Поліна Стрепетова, Віра Коміссаржевська, Михайло Тарханов[9]. У 1898 році, одночасно з МХТ, на сцені театру була поставлена Чеховська «Чайка»[9].
- Оренбурзький державний обласний театр ляльок — заснований в 1935 році, показує вистави для найменших глядачів. Є учасником і лауреатом міжнародних конкурсів[10].
- Оренбурзький державний обласний театр музичної комедії — створений у 1935 році на основі трупи Вінницького театру; кожен театральний сезон показує глядачам різного віку найкращі оперети, музичні комедії, водевілі і музичні казки.
- Оренбурзький державний татарський драматичний театр імені Мірхайдара Файзі — веде свою історію від татарської театральної трупи, організованої в 1905 році; має в своєму репертуарі п'єси татарських, російських, західних і східних драматургів.
- Оренбурзький муніципальний театр ляльок «П'єро» — наймолодший театр Оренбурга. Заснований в 1991 році. Щодва роки театр проводить Міжнародний театральний фестиваль «Оренбурзький Арбузніков».

В Оренбурзі діє також філармонія.
У місті працює декілька розважальних центрів на базі кінотеатрів і кінотеатрів класичного типу:
- мультиплекс «КиноФрэш»;
- кіноцентр «Космос»;
- кінотеатр «Союз»;
- кінотеатр «Сокіл».

### Музеї

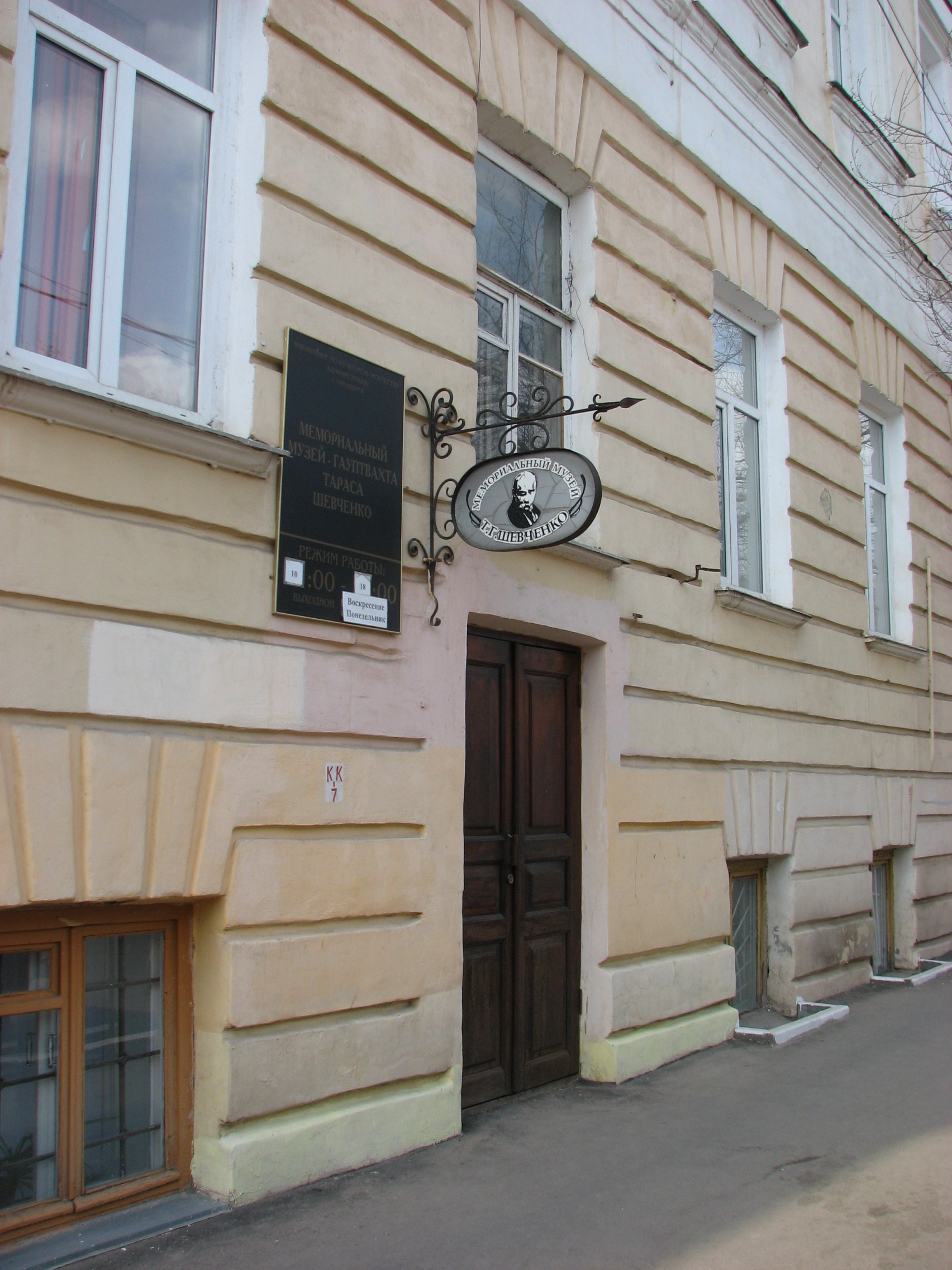
Меморіальний музей-гауптвахта Тараса Шевченка

Оренбурзькі музеї та виставкові зали:
- Оренбурзький обласний історико-краєзнавчий музей;
- Меморіальний комплекс-музей «Салют, Перемога!»;
- Оренбурзький обласний музей образотворчих мистецтв;
- Музей історії Оренбурга;
- Меморіальний музей-гауптвахта Тараса Шевченка;
- Меморіальний музей-квартира Юрія і Валентини Гагаріних;
- Меморіальний музей-квартира Леопольда і Мстислава Ростроповичів;
- Музей «Будинок Пам'яті»;
- Музей космосу (у будівлі МОУ «Загальноосвітня школа-інтернат з первісної льотної підготовки» — Кадетський корпус ім. І. І. Неплюєва);
- Обласний музей історії міліції УВС по Оренбурзькій області;
- Музей Військової слави та Афганської війни;
- Музей історії підприємства «Оренбурггазпром».
- Центральний виставковий зал спілки художників РФ.

## Спорт
Спортивні клуби міста:
- Футбольний клуб «Оренбург» (до сезону 2016/2017 року — футбольний клуб «Газовик»);
- Хокейний клуб «Локомотив» — з 1995 по 2007 рік виступав у вищій лізі чемпіонату Росії з хокею з м'ячем;
- Баскетбольний клуб «Надєжда», який виступає з 2000 року в Суперлізі чемпіонату Росії з баскетболу серед жінок;
- Хокейна команда «Білі Тигри» («Оренбуржя») — від 2010 року виступає у Молодіжній хокейній лізі. Раніше клуб іменувався «Університет», «Оренбурггазпром-Університет», «Газпром-ОГУ», виступав у другій, першій і вищій лізі чемпіонату Росії;
- Тенісний клуб «Факел Газпрому», що став чемпіоном Росії з настільного тенісу 2009 року.

В Оренбурзі діють спорткомплекси «Ювілейний», «Оренбуржьє», «Олімпійський», «Зоряний», «Кристал», «Динамо».

## Релігія

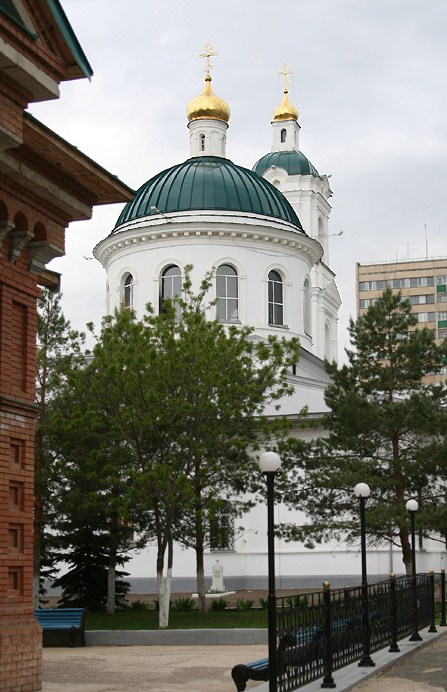
Нікольський собор

У місті діють такі культові споруди і релігійні громади при них:
- Нікольський кафедральний собор;
- Дмитрівська Церква;
- Мечеть Караван-Сарай;
- Соборна мечеть Оренбурга;
- Мечеть Хусаїнія,
- Храм преподобного Сергія Радонезького;
- Каплиця Табинської Божої Матері;
- Католицький Храм Лоретанської Божої Матері;
- Прихід Єдиної Євангелічно-лютеранської церкви Росії;
- Церква ЄХБ.

## Відомі люди

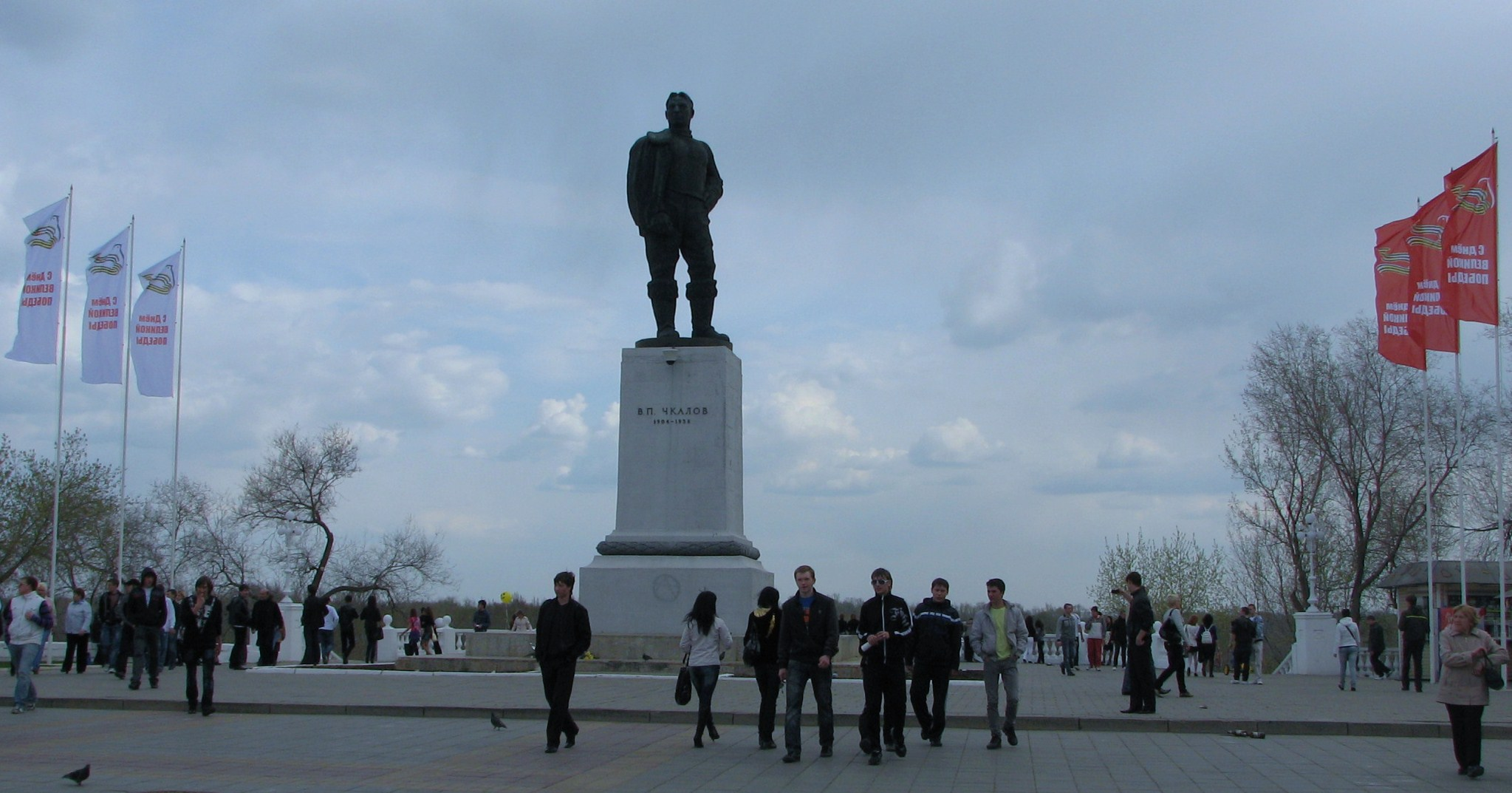
Пам'ятник Чкалову

З Оренбургом пов'язані такі знамениті люди як Валерій Чкалов, Юрій Гагарін та Тарас Шевченко. Чкалову у місті збудовано 6-метрова скульптура на 7-метровому п'єдесталі.
У 1906 році одним з чотирьох казахів, обраних до Державної Думи, був 42-річний Алписбай Калменов — випускник Оренбурзької гімназії, уродженець Бокеївської Орди, який грамотно займався питаннями народної освіти, землеустрою та тваринництва. У 1907 депутатом 2-й Державної Думи був обраний Б. Каратаєв, один з перших казахських професійних юристів.
Сальников Олексій Олексійович. — (*03.01.1951, м. Оренбург, Росія) — музикант (труба), диригент. Заслужений артист України (2003). Закінчив Кишинівський інститут мистецтв (1986). Працював артистом ансамблів «Буковина», «Червона Рута», «Смерічка», «Оризонт», «Карпати»… У складі молдавського ансамблю «Оризонт» гастролював (1974—1992) у багатьох країнах Європи, Африки, а також в Афганістані і Монголії. Номінант енциклопедичного видання «Видатні діячі культури і мистецтв Буковини». — Чернівці: Книги — ХХІ, 2010. — Вип. І. — С. 107.- ISBN 978-966-2147-82-7.

### Уродженці
- Абдрашитов Шаміль Мунасипович (1921—1944) — радянський військовий льотчик, Герой Радянського Союзу.
- Берлова Наталія Генадіївна (* 1968) — жінка-математик, професорка Кембриджського університету.
- Зайцева Ніна Володимирівна (* 1946) — радянський і російський учений-гігієніст, академік РАН.
- Звенигородський Олександр Васильович (1837—1903) — російський колекціонер, меценат.
- Палагін Володимир Степанович (1914—1995) — льотчик-штурмовик, Герой Радянського Союзу.
- Малиновська Любов Іванівна (1921—2009) — радянська, російська акторка.
- Дьоміна Маргарита Іванівна (1922—1999) — актриса Одеського театру музичної комедії
- Мартинюк Георгій Якович (1940—2014) — радянський і російський актор театру та кіно

## Міста-побратими
- Казахстан — Уральськ;
- Польща — Легниця;
- Росія — Уфа;
- США — Орландо;
- Таджикистан — Худжанд;
- Франція — Бланьяк.